# Xylaria apiculata
Xylaria apiculata är en svampart som beskrevs av Cooke 1879. Xylaria apiculata ingår i släktet Xylaria och familjen kolkärnsvampar.   Inga underarter finns listade i Catalogue of Life.